# ヤマニ洋行
ヤマニ洋行（ヤマニようこう、1920年代 設立 - 1933年 活動停止）は、かつて存在した日本の映画配給会社である。メトロ・ゴールドウィン・メイヤー（MGM）の日本支社のない時代に同社作品を日本に紹介し、のちに『裁かるゝジャンヌ』や『カメラを持った男』といったヨーロッパ映画を戦前の日本に紹介した映画会社として知られる。

## 略歴・概要
遅くとも1920年代には設立されている。1926年（大正15年）には、東京市京橋区三十間堀2丁目1番地（現在の東京都中央区銀座2丁目8番地近辺）に所在した。1924年（大正13年）に合併・設立されたアメリカのメトロ・ゴールドウィン・メイヤー（MGM）の輸入代理店を務め、同社の作品の日本への輸入配給業務を行なった。『映画年鑑 大正十五年版』（1926年）に広告を打ち、同年、MGMの『奇蹟の薔薇』、『キートンの栃面棒』（『セブン・チヤンス』）、『グリード』を公開することを謳う。同年12月22日には、朝鮮キネマ製作、羅雲奎監督・主演作 『アリラン』を公開すべく、配給元として検閲を受けた記録がある。
1928年（昭和3年）6月15日、『踊る英雄』を公開したのを最後にMGM作品から離れ、MGMは同年9月、日本支社を設けている。同年、ポヴァティ・ロウの1社ティファニー・ピクチャーズ（ティファニー・スタール・プロダクションズ）製作の『ワイルド・ギーズ』といった作品の日本への紹介を手がける。その後はマルセル・レルビエ監督の『バラライカ』等、フランス映画の輸入配給を行ない、1929年（昭和4年）には、カール・テオドア・ドライヤー監督の『裁かるゝジャンヌ』を公開している。
1930年（昭和5年）、ドノゲー商会と配給提携し、ワーナー・ブラザースのサイレント作品の輸入を手がける。
1932年（昭和7年）には、ジガ・ヴェルトフ監督の『カメラを持った男』を『これがロシヤだ』のタイトルで公開する等、3作のソビエト映画を日本に紹介している。1933年（昭和8年）8月24日、ドキュメンタリー映画『海底』を公開した以降の配給作品記録は見当たらない。

## おもなフィルモグラフィ
日本での公開順である。特記以外はキネマ旬報映画データベースの記述による。

### 1920年代
- 『殴られる彼奴』 He Who Gets Slapped : 監督ヴィクトル・シェストレム、主演ロン・チェイニー、1924年MGM製作、1926年6月11日日本公開
- 『キートンの栃面棒』（別題『セブン・チヤンス』） Seven Chances : 監督・主演バスター・キートン、1925年MGM製作、1926年[1]7月15日日本公開[10]
- 『奇蹟の薔薇』 Revelation : 監督ジョージ・D・ベイカー、1924年MGM製作、1926年[1]9月10日日本公開[11]
- 『グリード』 Greed : 監督エリッヒ・フォン・シュトロハイム、主演ザス・ピッツ、1924年MGM製作、1926年11月5日[1]日本公開[12]
- 『アリラン』 : 監督・原作・脚本・主演羅雲奎、1926年朝鮮キネマ製作、1926年12月22日（検閲日）以降公開[3]
- 『キートン西部成金』（別題『キートンのゴー・ウェスト!』） Go West : 監督・主演バスター・キートン、1925年MGM製作、1927年4月1日日本公開[13]
- 『我等の海』 Mare Nostrum : 監督レックス・イングラム、主演アリス・テリー、1926年MGM製作、1927年5月13日日本公開[14]
- 『大学のブラウン』 Brown of Harvard : 監督ジャック・コンウェイ、主演ウィリアム・ヘインズ、1926年MGM製作、1927年5月20日日本公開[14]
- 『競売台』 The Auction Block : 監督ホバート・ヘンリー、主演チャールズ・レイ、1926年MGM製作、1927年6月17日日本公開[15]
- 『古着屋クーガン』 Old Clothes : 監督エドワード・F・クライン、主演ジャッキー・クーガン、1925年MGM製作、1927年7月14日日本公開[16]
- 『明眸罪あり』 The Temptress : 監督フレッド・ニブロ、主演グレタ・ガルボ、1926年MGM製作、1927年8月11日日本公開[17]
- 『真紅の文字』 The Scarlet Letter : 監督ヴィクトル・シェストレム、主演リリアン・ギッシュ、1926年MGM製作、1927年9月1日日本公開[18]
- 『美人帝國』 Pretty Ladies : 監督モンタ・ベル、主演ザス・ピッツ、1925年MGM製作、1927年9月8日日本公開[18]
- 『ビッグ・パレード』（別題『大進軍』） The Big Parade : 監督キング・ヴィダー、主演ジョン・ギルバート、1925年MGM製作、1927年9月30日日本公開[19]
- 『悪魔の曲馬團』 The Devil's Circus : 監督ベンジャミン・クリステンセン、主演ノーマ・シアラー、1926年MGM製作、1927年11月11日日本公開[20]
- 『海軍士官候補生』 The Midshipman : 監督クリスティ・キャバンヌ、主演ラモン・ノヴァロ、1925年MGM製作、1927年11月18日日本公開[21]
- 『マンダレイへの道』 The Road to Mandalay : 監督トッド・ブラウニング、主演ロン・チェイニー、1926年MGM製作、1927年12月1日日本公開[22]
- 『拳闘屋キートン』 Battling Butler : 監督・主演バスター・キートン、1926年MGM製作、1927年12月31日日本公開[23]
- 『紅ばらの唄』 Soul Mates : 監督ジャック・コンウェイ、主演アイリーン・プリングル、1925年MGM製作、1927年日本公開（公開日不明）[24]
- 『恋愛大拡張』 The Great Love : 監督マーシャル・ニーラン、主演ロバート・エイニュー、1925年MGM製作、1928年1月19日日本公開[25]
- 『イバニエスの激流』 Ibanez' Torrent : 監督モンタ・ベル、主演リカルド・コルテス、1926年MGM製作、1928年1月28日日本公開[25]
- 『ラ・ボエーム』 La Bohème : 監督キング・ヴィダー、主演リリアン・ギッシュ、1926年MGM製作、1928年2月3日日本公開[26]
- 『剣侠時代』 Bardelys The Magnificent : 監督キング・ヴィダー、主演ジョン・ギルバート、1926年MGM製作、1928年3月14日日本公開[27]
- 『陽炎の夢』 The Exquisite Sinner : 監督エリッヒ・フォン・シュトロハイム / フィル・ローゼン、主演コンラッド・ネイジェル、1926年MGM製作、1928年3月22日日本公開[28]
- 『からくり四人組』 The Mystic : 監督トッド・ブラウニング、主演アイリーン・プリングル、1925年MGM製作、1928年4月7日日本公開[29]
- 『東は東、西は西』 Never the Twain Shall Meet : 監督モーリス・トゥールヌール、主演アニタ・スチュワート、1925年MGM製作、1928年4月19日日本公開[29]
- 『ジョニー髪を切れ』 Johnny Get Your Hair Cut : 監督B・リーブス・イースン / アーチー・メイヨ、主演ジャッキー・クーガン、1927年MGM製作、1928年5月25日日本公開[30]
- 『紅唇百万弗』 His Secretary : 監督ホバート・ヘンリー、主演ノーマ・シアラー、1925年MGM製作、1928年6月1日日本公開[4]
- 『踊る英雄』 The Boob : 監督ウィリアム・A・ウェルマン、主演ガートルード・オルムステッド、1926年MGM製作、1928年6月15日日本公開[4]

- 『ワイルド・ギーズ』 Wild Geese : 監督フィル・ゴールドストーン、主演ベル・ベネット、1927年ティファニー・ピクチャーズ製作、1928年10月19日日本公開[6]
- 『幽霊船』 The Haunted Ship : 監督フォレスト・シェルドン、主演ドロシー・セバスチャン、1927年ティファニー・スタール製作、1928年10月25日日本公開[6]
- 『男装女キャプテン』 The Devil's Skipper : 監督ジョン・G・アドルフィ、主演ベル・ベネット、1928年ティファニー・スタール製作、公開年月日不明

- 『どく花』 La Venenosa : 監督ロジェ・リオン、主演ウォーウィック・ウォード、1928年プリュ・ジュルトラ製作、日本公開年月日不明
- 『西部大戦線』 La Grande Épreuve : 監督アンドレ・デュジェ / アレクサンドル・リデ、主演ジョルジュ・シャルリア、1928年ジャック・アイク製作、日本公開年月日不明
- 『バラライカ』 Nuits de Prince : 監督マルセル・レルビエ、主演ジナ・マネス、1929年セカナ製作、日本公開年月日不明
- 『巴里裸八景』 Paris Girls : 監督アンリ・ルーセル、主演シュジ・ヴェルノン、1929年シネロマン製作、日本公開年月日不明
- 『攻防五年ベルダン城』 Verdun : 1929年ヒマラヤ製作、日本公開年月日不明

- 『ダンセ・パリ』 La folie du jour : 監督ジョー・フランシス、主演ジョセフィン・ベイカー、1929年製作（トーキー）、1929年7月4日日本公開[31]
- 『裁かるゝジャンヌ』 La Passion de Jeanne d'Arc : 監督カール・テオドア・ドライヤー、主演ルネ・ファルコネッティ、1928年ソシエテ・ジェネラル・ド・フィルム製作、1929年10月25日日本公開[7]
- 『空中世界一周』 Around the World on the Hearst Zeppelin : 製作ウィリアム・ランドルフ・ハースト、出演フーゴー・エッケナー、1929年製作（ドキュメンタリー）、1929年12月31日日本公開[32]

### 1930年代
- 『離婚カクテル』 A Reno Divorce : 監督ラルフ・グレイヴス、主演メイ・マカヴォイ、1927年ワーナー・ブラザース製作、日本公開年月日不明
- 『愛欲争闘街』 The Crimson City : 監督アーチー・メイヨ、主演マーナ・ローイ、1928年ワーナー・ブラザース製作、日本公開年月日不明 - 共同配給ドノゲー商会
- 『テンダーロイン』 Tenderloin : 監督マイケル・カーティス、主演ドロレス・コステロ、1928年ワーナー・ブラザース製作、1930年9月日本公開[33] - 共同配給ドノゲー商会
- 『恋愛飛行一万哩』 Across The Atlantic : 監督ハワード・ブレザートン、主演モンテ・ブルー、1928年ワーナー・ブラザース製作、1930年9月日本公開[33] - 共同配給ドノゲー商会
- 『人肉の桑港』 Old San Francisco : 監督アラン・クロスランド、主演ドロレス・コステロ、1927年ワーナー・ブラザース製作、1930年10月30日日本公開[34] - 共同配給ドノゲー商会
- 『満腹狂想曲』 The Sailor's Sweetheart : 監督ロイド・ベーコン、主演ルイズ・ファゼンダ、1927年ワーナー・ブラザース製作、1930年11月日本公開[35] - 共同配給ドノゲー商会
- 『戦線膝栗毛』 Ham and Eggs at the Front : 監督ロイ・デル・ルース、主演トム・ウィルソン、1927年ワーナー・ブラザース製作、1930年12月日本公開[36] - 共同配給ドノゲー商会
- 『亭主三拝九拝』 If I Were Single : 監督ロイ・デル・ルース、主演メイ・マカヴォイ、1927年ワーナー・ブラザース製作、1930年12月日本公開[36] - 共同配給ドノゲー商会
- 『猛獣王国世界横断』（別題『猛獣圏世界横断』） Across the World with Mr. and Mrs. Johnson : 監督ジェームズ・レオ・ミーハン、主演マーティン&オサ・ジョンソン、1930年トーキング・ピクチュア・エピックス製作（トーキー、ドキュメンタリー）、1930年12月日本公開[36]
- 『恋は手品の他』 Ginsberg the Great : 監督バイロン・ハスキン、主演ジョージ・ジェッセル、1927年ワーナー・ブラザース製作、1931年1月日本公開[37] - 共同配給ドノゲー商会
- 『祖国の叫び』 Glorious Betsy : 監督アラン・クロスランド、主演ドロレス・コステロ、1928年ワーナー・ブラザース製作、1931年1月日本公開[37] - 共同配給ドノゲー商会
- 『南海の女王』 La Sirène des tropiques : 監督アンリ・エティエヴァン / マリオ・ナルパ、主演ジョセフィン・ベイカー、1927年製作、1931年2月4日日本公開[31]
- 『タイガ』 Hunting Tigers in India : 監督ジェームズ・レオ・ミーハン、主演ジョージ・Ｍ・ダイオット、1929年トーキング・ピクチュア・エピックス製作（トーキー、ドキュメンタリー）、1931年2月日本公開[38]
- 『天空の勇者』 The Big Hop : 監督ジェイムズ・W・ホーン、主演バック・ジョーンズ、1928年バック・ジョーンズ・プロダクションズ製作、1931年2月日本公開[39]
- 『砂陣』 The Desired Woman : 監督マイケル・カーティス、主演アイリーン・リッチ、1927年ワーナー・ブラザース製作、1931年3月日本公開[40] - 共同配給ドノゲー商会
- 『紐育の囁き』 New York Nights : 監督ルイス・マイルストン、主演ノーマ・タルマッジ、1929年ユナイテッド・アーティスツ製作、1931年4月日本公開[41]
- 『麗人時代』 Slightly Used : 監督アーチー・メイヨ、主演メイ・マカヴォイ、1927年ワーナー・ブラザース製作、1931年6月日本公開[42] - 共同配給ドノゲー商会
- 『オラングータン』 Mawas : 監督マックス・グラフ、1930年ボウズ・プロダクションズ製作（ドキュメンタリー）、1931年日本公開

- 『生存の闘争』 Путёвка в жизнь : 監督ニコライ・エック、主演ニコライ・バターロフ、1927年ソユーズキノ製作、1932年日本公開
- 『極北に進むソヴェート』 The Northern Course : 1929年ソユーズキノ製作、1932年日本公開
- 『これがロシヤだ』（『カメラを持った男』） Человек с киноаппаратом : 監督ジガ・ヴェルトフ、撮影ミハエル・カウフマン、1929年ソユーズキノ製作、1932年3月10日日本公開[43]
- 『掻払いの一夜』 Un soir de rafle : 監督カルミネ・ガローネ、主演アルベール・プレジャン、1930年オッソ製作、日本公開年月日不明
- 『黄色の部屋』 Le Mystère de la chambre jaune : 監督マルセル・レルビエ、主演ローラン・トゥータン、1930年オッソ製作、1932年4月19日日本公開[43]
- 『ジムミイ』 Jimmy : 監督ジャン・ブノア＝レヴィ / マリー・エプスタン、主演ジミー、1932年ゴーモン製作、日本公開年月日不明
- 『海底』 With Williamson Beneath the Sea : 監督・主演ジョン・アーネスト・ウィリアムソン、1932年プリンシパル製作（トーキー、ドキュメンタリー）、1933年8月24日日本公開[8]

## 関連事項
- ティファニー・ピクチャーズ （en:Tiffany Pictures）
- ソビエト映画 （en:Cinema of the Soviet Union）
- マーティン&オサ・ジョンソン （en:Martin and Osa Johnson）